# Divá Bára
Divá Bára je povídka Boženy Němcové, která poprvé vyšla v kalendáři Česká pokladnice roku 1856, rok po vydání Babičky. Roku 1949 byla zfilmována režisérem Vladimírem Čechem.
Jde o příběh vesnické dívky, které její okolí přezdívalo „Divá Bára“. Němcová v ní ukazuje, že dobrota srdce a ryzí povaha člověka nesouvisí ani s jeho vzhledem, ani se společenským postavením.

## Děj
Bára žila se svým otcem Jakubem, který byl obecním pastýřem. Žili na kraji vesnice Vestec bez maminky. Když byla Bára ještě maličká (v kolébce), maminka Báry se něčeho velmi polekala a zůstala v mdlobách ležet na zemi. Pověrčiví sousedé prohlásili, že dům navštívila polednice. Od té doby maminka byla nemocná a po několika letech zemřela a tak pastýř Báru vychovával sám.
Odmalička byla Bára jiná než ostatní děvčata. Nebála se bouřky, uměla plavat a měla obrovskou sílu, byla opálená od sluníčka i ošlehaná od větru, ráda chodila bosa. Lidé si o ní začali povídat, že ji podstrčila do kolébky divá žena a začali se jí vyhýbat. Jediné přítelkyně Báry byly Elška z fary (nejdůvěrnější kamarádka) a jejich teta, panna Pepinka, která našla Elšce ženicha – správce sousedního panství. Toho však Elška nechtěla. Bára se proto rozhodla, že Elšce pomůže a věděla, že se správce v noci bojí, a tak se převlékla za strašidlo a u hřbitova jej vyděsila. Její přestrojení však bylo odhaleno a Báře byl uložen krutý trest – musela přespat na hřbitově v kostnici. Ráno ke hřbitovu přišel myslivec a dozvěděl se, co se Báře stalo. Myslivec se Báře přiznal, že ji miluje, a požádal ji o ruku. Bára se tak ze hřbitova vrátila šťastná, se svým budoucím mužem. Potrestaná, jak si lidé přáli, rozhodně nebyla, spíše naopak. Elška si pak také vzala doktora, kterého milovala a Josífek, který Báru miloval, se nakonec stal farářem.

## Filmová adaptace
- Divá Bára – československý romantický film režiséra Vladimíra Čecha z roku 1949. V hlavní roli Vlasta Fialová.

## Online dostupné dílo
- NĚMCOVÁ, Božena. Divá Bára. Příprava vydání Marie Gebauerová. Praha: Jan Laichter, 1905. Dostupné online.